# Eduardo Lobos
Eduardo Lobos, född 30 januari 1981, är en chilensk fotbollsmålvakt som spelar för CD San Marcos de Arica.